# Тодор Шишманов
Тодор Илиев Шишманов е български революционер, войвода на Вътрешната македоно-одринска революционна организация, водач на Преображенското въстание в Одрински революционен окръг.

## Биография
Роден е през 1877 г. в село Пенека, днес Кьомюркьой, Визенско. Завършва пети гимназиален клас във Варна. В 1898 година става нелегален и влиза като помощник на войводата в четата на Лазар Маджаров, а от 1899 година е самостоятелен бунархисарски войвода. В 1900 година подпомага Гоце Делчев при обиколката му в Одринско. След Керемидчиоглувата афера в 1900 година бяга в Свободна България. След връщането си в Одринска Тракия работи за възстановяване на структурите на организацията. На конгреса на революционния окръг на Петрова нива е избран за водач на смъртната дружина в Пенека.
По време на Илинденско-Преображенското въстание действа с четата си във Визенско и освобождава района на родното си село. Заловен е в края на август и затворен в Цариград. След лична среща между Тодор Шишманов и Абдул Хамид II е освободен от султана и работи в реформаторската комисия в канцеларията на Хилми паша в Солун.
След Младотурската революция се установява в Пенека. Убит е през 1909 година от местни гъркомани, по поръчка на визенския гръцки владика Антим.